# استرواح الصفاق

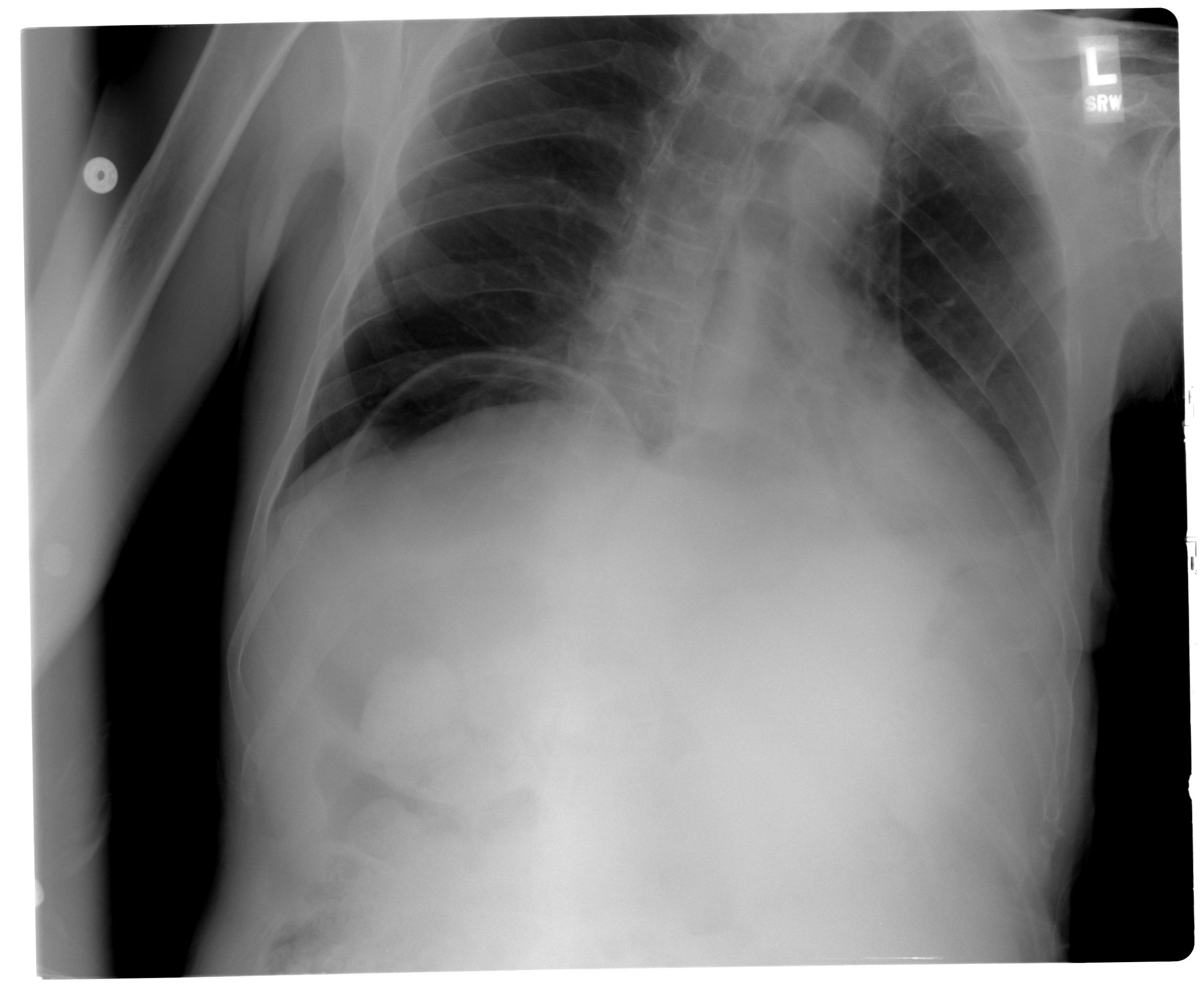
Another pneumoperitoneum on chest X-ray.

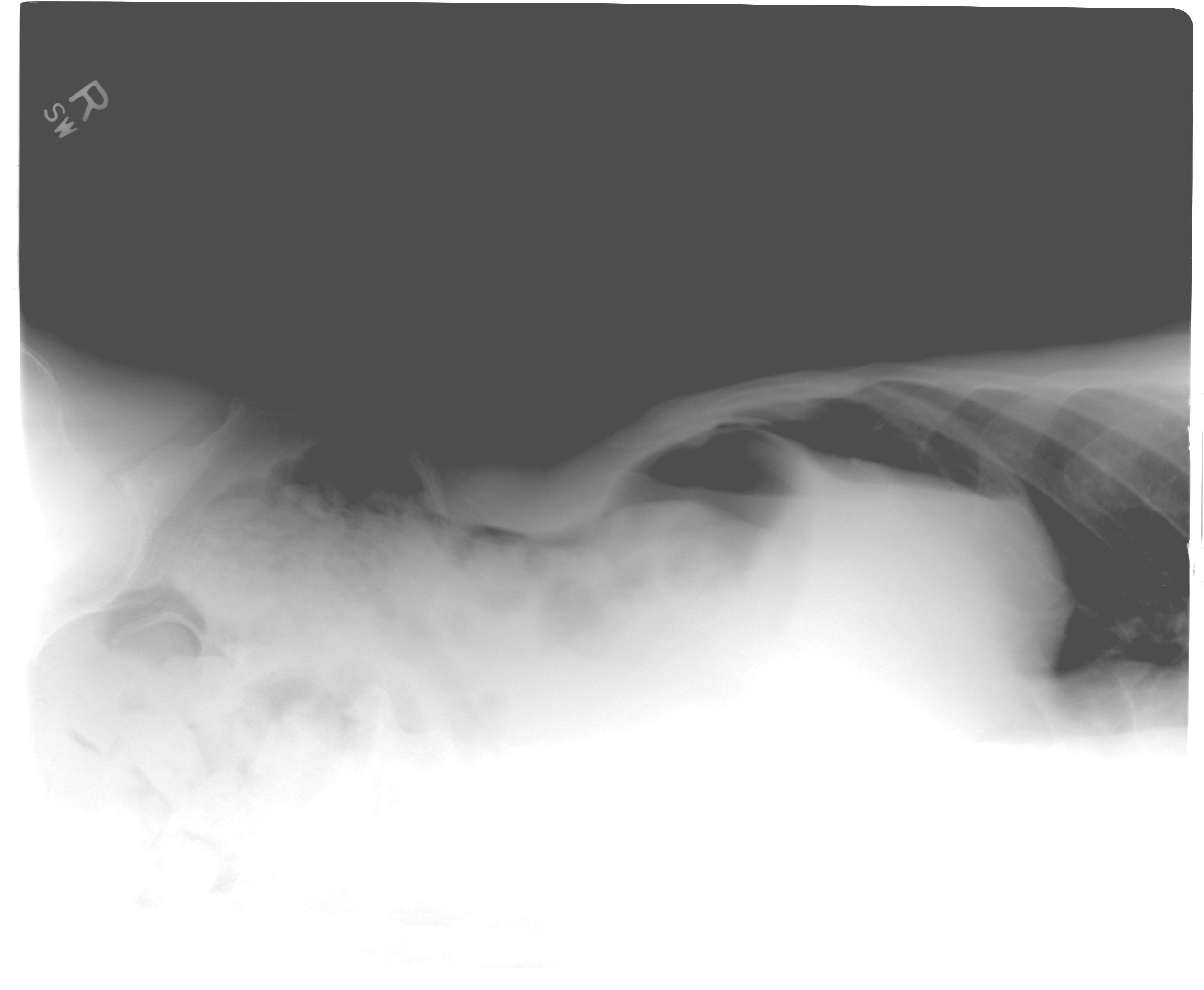
Pneumoperitoneum seen on X-ray with the patient lying on his left side.

استرواح الصفاق (بالإنجليزية: Pneumoperitoneum)‏ هو وجود الهواء أو غاز في التجويف البطني (البريتواني). في الحالة الطبيعية لا يوجد غاز في تجويف البطن، ولكن انثقاب المعدة أو الأمعاء يؤدي إلى خروج الغازات إلى تجويف البطن. غالباً ما ترى على صورة الأشعة السينية (X-ray) على شكل فقاعة هواء (بالإنجليزية: Air bubble)‏ أو هلال غازي كما يسميه الأطباء في سوريا، وهي العلامة الشعاعية التي تشير بقوة لوجود استرواح الصفاق.
السبب الأكثر شيوعًا لحالة استرواح الصفاق هو انثقاب أحد الأعضاء في البطن، مثل انثقاب قرحة هضمية، أو أي انثقاب آخر في الأمعاء نتيجة لقرحة حميدة أو لورم أو لإصابة بطنية. نادرًا ما تسبب الزائدة المثقوبة استرواحًا في الصفاق.
استرواح الصفاق العفوي هو حالة نادرة غير ناتجة عن انثقاب أي عضو في البطن. ويُطلق على الحالة اسم استرواح الصفاق العفوي مجهول السبب عندما يكون السبب غير معروف.
في منتصف القرن العشرين، كان يُجري الأطباء استرواح صفاق «اصطناعي» مقصود أحيانًا كعلاج لفتق الحجاب الحاجز. يقومون بذلك عن طريق نفخ البطن بغاز ثاني أكسيد الكربون. يستخدم الجراحون هذه الممارسة حاليًا أثناء إجراء عمليات جراحية بالمنظار.

## الأسباب
- انثقاب قرحة الإثني عشر هو السبب الأكثر شيوعًا لتمزقات الأعضاء البطنية، خاصة قرحة الجانب الأمامي للجزء الأول من الإثني عشر.
- انثقاب القرحة المعوية.[2]
- انسداد الأمعاء.[2][3]
- تمزق ردب في البطن.[4]
- رض نافذ.[5]
- تمزق ناتج عن أحد مضاعفات الداء المعوي الالتهابي (مثل تضخم القولون).[6]
- التهاب الأمعاء والقولون الناخر أو استرواح القولون.[7]
- سرطان الأمعاء.[8]
- التهاب القولون الإقفاري.[9][10][11]
- الستيروئيدات.
- بعد عملية فتح البطن الاستقصائية.
- بعد تنظير البطن.
- فشل المفاغرة الجراحية.
- إصابة الأمعاء بعد التنظير
- الديلزة البريتونية (غسيل الكليتين البريتواني)، على الرغم من أن معدل انتشار استرواح الصفاق يقدر بأقل من 4% بين هؤلاء المرضى بحسب دراسة حديثة في المملكة المتحدة.[12]
- النفخ المهبلي (الحوادث التي تؤدي إلى دخول الهواء عبر قناة فالوب، مثل حوادث التزلج على الماء،[13] أو الجنس الفموي[14][15]).
- عدوى القولون أو الصفاق.
- مصدر صدري (مثل الناسور القصبي الجنبي).
- يمكن للتهوية غير الغازية عبر الـ PAP (ضغط مجرى الهواء الإيجابي) دفع الهواء باتجاه الإثني عشر وأسفل القصبة الهوائية.

## استرواح الصفاق العفوي
استرواح الصفاق العفوي هو حالة نادرة غير ناتجة عن تمزق أحد أعضاء البطن. وتسمى الحالة أيضًا باسترواح الصفاق العفوي مجهول السبب عندما يكون السبب غير معروف. تشمل أسباب استرواح الصفاق العفوي (في حال عدم وجود التهاب صفاق) الرضح الضغطي الناتج عن التهوية الميكانيكية، وتمزق القصبة الهوائية بعد التنبيب الطارئ. في حالة التهوية الميكانيكية، يمر الهواء من الصدر إلى التجويف البطني عبر الحجاب الحاجز. في تمزق القصبة الهوائية، يمر الهواء على طول الأوعية الكبيرة.

## التشخيص
يُشخّص استرواح الصفاق في حال وجوده عبر التصوير الشعاعي، ولكن يُغفَل الاسترواح الصغير غالبًا، ويعتبر التصوير المقطعي المحوسب حاليًا معيارًا قياسيًا في تقييم استرواح الصفاق. تظهر في التصوير المقطعي المحوسب كميات صغيرة مثل 5 سم مكعب من الهواء أو الغاز.

### التشخيصات التفريقية
قد يشبه الخراج تحت الحجاب الحاجز، والأمعاء المتداخلة بين الحجاب الحاجز والكبد (متلازمة تشيليديتي)، والانخماص (همود الرئة) الخطي في قاعدة الرئتين وجود الهواء الحر تحت الحجاب الحاجز في الأشعة السينية على الصدر.

## العلاج
يعتمد العلاج بشكل أساسي على سبب الحالة.

## المصطلح
يمكن وصف استرواح الصفاق بأنه نُفاخ الصفاق، مثلما يمكن تسمية استرواح المنصف بنُفاخ المنصف، ولكن استرواح الصفاق هو الاسم الشائع.